# Renate Krößner
Renate Krößner, née à Osterode am Harz (Basse-Saxe) le 17 mai 1945 et morte le 25 mai 2020 à Blankenfelde-Mahlow (Brandebourg), est une actrice ouest-allemande puis allemande.

## Biographie
Renate Krößner est apparue dans des films tels que Solo Sunny (1980), Nordkurve (1993) et Alles auf Zucker! (2004). À la télévision, elle a joué dans Tatort, Bruder Esel (de),  et Einmal Bulle, immer Bulle (de).
En 2005, elle épouse son partenaire l'acteur Bernd Stegemann. Le couple habite à Mahlow dans le Brandebourg.

## Filmographie partielle

### Au cinéma
- 1979 : Jusqu'à ce que la mort vous sépare (Bis daß der Tod euch scheidet) de Heiner Carow
- 1980 : Solo Sunny de Konrad Wolf et Wolfgang Kohlhaase

## Distinctions et honneurs
- Pour son rôle de la chanteuse dans Solo Sunny, Renate Krößner remporte l'Ours d'argent de la meilleure actrice au 30e Festival international du film de Berlin.
- En 1991, elle est membre du jury au 41e Festival international du film de Berlin.
- En 1993, Renate Krößner remporte le prix de la meilleure actrice allemande pour son travail dans Nordkurve.